# صفراء العبدة (رغوان)
صفراء العبدة هي إحدى قرى عزلة رغوان بمديرية رغوان التابعة لمحافظة مأرب، بلغ تعداد سكانها 32 نسمة حسب تعداد اليمن لعام 2004.